# Süreyya Ayhan
Süreyya Ayhan, née le 6 septembre 1978 à Korgun, est une athlète turque, pratiquant le demi-fond et notamment le 1500 mètres.

## Biographie
Conduite vers l'athlétisme par son père qui a pratiqué la discipline du cross-country, elle devient en 2000 la première turque à atteindre les demi-finales aux Jeux olympiques d'été. L'année suivante, elle atteint la finale du 1500 mètres lors des Championnats du monde 2001 à Edmonton.
Mais c'est surtout grâce à sa médaille d'or lors des Championnats d'Europe 2002 à Munich que le monde de l'athlétisme la découvre réellement. Elle remporte également la même année deux meetings de la Golden League, le Mémorial Van Damme et le meeting ISTAF. Elle remporte encore la Coupe du monde d'athlétisme à Madrid. Elle finit ainsi au premier rang mondial de la discipline à la fin de l'année.
L'année suivante, elle termine seconde du 1500 mètres des Championnats du monde 2003 à Paris-Saint-Denis. Toutefois, elle remporte de nouveau les meetings de Berlin et Bruxelles, ajoutant également le Weltklasse Zürich. Elle termine de nouveau au premier rang mondial de la discipline.
Elle doit renoncer aux Jeux olympiques de 2004 à Athènes en raison d'une blessure au tendon. Les rumeurs courent alors que ce forfait est dû à un contrôle antidopage positif. Lors de celui-ci, et bien qu'elle ait été innocentée par l'IAAF, elle est condamnée par cette dernière à deux ans de suspension pour non-respect des règles régissant les contrôles antidopage.
En septembre 2007, elle a été contrôlée positive aux stéroïdes aux États-Unis où elle préparait les Jeux olympiques de Pékin. À la suite de cela, et malgré ses appels, elle a été interdite à vie de compétition par le tribunal arbitral du sport de Lausanne.

## Palmarès

### Jeux olympiques d'été
- Jeux olympiques de 2000 à Sydney
  - demi-finale

### Championnats du monde d'athlétisme
- Championnats du monde 2003 à Paris-Saint-Denis
  -  Médaille d'argent
- Championnats du monde 2001 à Edmonton
  - 8e

### Championnats d'Europe d'athlétisme
- Championnats d'Europe 2002 à Munich
  -  Médaille d'or

### Jeux méditerranéens
- Jeux méditerranéens 2001 à Tunis
  -  Médaille d'argent